# Аркатий
Аркатий — царь Софены, правивший, возможно, во второй половине II века до н. э.
Об этом правителе известно из нумизматического материала. По замечанию М. Марчиака, имя Аркатия имеет иранское происхождение, хотя его этимология неясна. Как отметил польский исследователь, монеты Аркатия имеют стилистическое сходство с монетами Ксеркса Армянского. На аверсе изображена голова Айлиса в тиаре.
Время правления Аркатия М. Марчиак относит к примерно второй половине II века до н. э., помещая его между царствованиями Митробузана и Арсака (Артана). По предположению и Я. А. Манандяна, видимо, Аркатий основал город Аркатиакерт. М. Марчиак предположил, что впоследствии Аркатиакерт был переименован Селевкидами в Епифанию.